# Piotr Mironienko
Piotr Nikiforowicz Mironienko (ros. Пётр Никифорович Мироненко, ur. 1901 w Krzemieńczuku, zm. w marcu 1983 w Leningradzie) – funkcjonariusz radzieckich służb specjalnych, generał porucznik, zastępca ministra bezpieczeństwa państwowego ZSRR (1951–1953).

## Życiorys
Ukrainiec, 1912–1920 uczył się w szkole realnej w Połtawie, 1920–1922 był bibliotekarzem w Połtawie, od września 1922 do września 1923 odbywał służbę w wojskach GPU. Od 1924 do października 1928 bibliotekarz, nauczyciel i instruktor pracy politycznej pogranicznego oddziału OGPU, od października 1928 do października 1930 kursant Wyższej Szkoły Pogranicznej OGPU, później ponownie instruktor pracy politycznej pogranicznego oddziału OGPU. Od lutego 1932 do listopada 1934 kolejno pomocnik inspektora, inspektor i starszy inspektor Zarządu Ochrony Pogranicznej i Wojsk GPU Pełnomocnego Przedstawicielstwa OGPU w Środkowej Azji/Zarządu NKWD Środkowej Azji, od listopada 1934 do kwietnia 1935 starszy instruktor Wydziału Politycznego Zarządu Ochrony Pogranicznej i Wewnętrznej Zarządu NKWD Uzbeckiej SRR, od kwietnia 1935 do października 1937 instruktor i starszy instruktor Wydziału Politycznego Zarządu Ochrony Pogranicznej i Wewnętrznej Zarządu NKWD obwodu leningradzkiego, od 17 września 1936 starszy politruk. Od października 1937 do października 1938 szef Wydziału Politycznego Wojsk Wewnętrznych NKWD Okręgu Nadwołżańskiego, od 20 grudnia 1937 komisarz batalionowy, a od 25 września 1938 komisarz pułkowy. Od października 1938 do marca 1939 szef Wydziału Politycznego Zarządu Wojsk Pogranicznych i Wewnętrznych Okręgu Leningradzkiego, od 8 marca 1939 do 17 sierpnia 1940 szef Wydziału Politycznego Wojsk Pogranicznych NKWD ZSRR, 9 marca 1939 awansowany na komisarza dywizyjnego, od 17 sierpnia 1940 do 26 lutego 1941 szef Głównego Zarządu Propagandy Politycznej Wojsk NKWD ZSRR. Od 26 lutego do 16 lipca 1941 szef Zarządu Propagandy i Agitacji Wojsk NKWD ZSRR, od 16 lipca 1941 do października 1942 szef Zarządu Politycznego Wojsk NKWD ZSRR, od października 1942 do marca 1948 szef Wydziału Politycznego Głównego Zarządu Wojsk Pogranicznych NKWD/MWD ZSRR, 10 grudnia 1942 awansowany na generała majora, a 17 listopada 1944 na generała porucznika. Od marca 1948 do sierpnia 1950 szef Wojsk Pogranicznych Okręgu Zakarpackiego, od sierpnia 1950 do sierpnia 1951 szef Wojsk Pogranicznych Okręgu Leningradzkiego, od 26 sierpnia 1951 do 11 marca 1953 zastępca ministra bezpieczeństwa państwowego ZSRR. Od kwietnia do września 1953 szef Wojsk Pogranicznych Okręgu Litewskiego, od września 1953 do marca 1954 szef Wojsk Pogranicznych Okręgu Nadbałtyckiego, od marca 1954 do sierpnia 1959 ponownie szef Wojsk Pogranicznych Okręgu Leningradzkiego, następnie na emeryturze.

## Odznaczenia
- Order Lenina
- Order Czerwonego Sztandaru (czterokrotnie)
- Order Suworowa II klasy
- Order Czerwonego Sztandaru Pracy
- Order Czerwonej Gwiazdy
- Order „Znak Honoru”

I 12 medali.